# I.O.I
I.O.I és un grup de música pop sud-coreà compost per un grup femení de onze integrants format per YMC Entertainment el 2016 que ha publicat els disc Chrysalis (2016).